# دبليو أيه سي 50
دبليو أيه سي 50: كروز ضد بينافيدز 2 (بالإنجليزية: WEC 50: Cruz vs. Benavidez 2)‏ هو حدث لفنون القتال المختلطة نظمته وورلد إكستريم كايج فايتينج، أُقيم في 18 أغسطس 2010، على لؤلؤة النخيل في لاس فيغاس، الولايات المتحدة.